# Carabus scheidleri
Carabus scheidleri là một loài bọ cánh cứng. Nó là loài đặc hữu của châu Âu và được tìm thấy ở Áo, Cộng hòa Séc, Đức, Hungary, Liechtenstein, Ba Lan, Slovakia, Ukraina.

## Hình ảnh

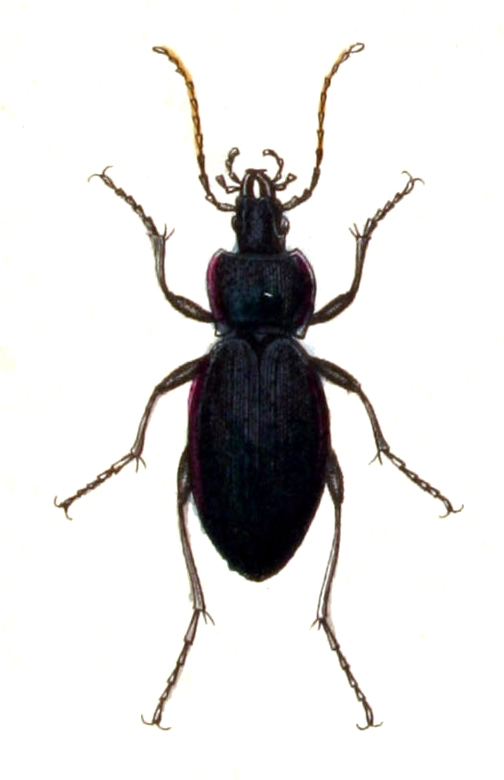
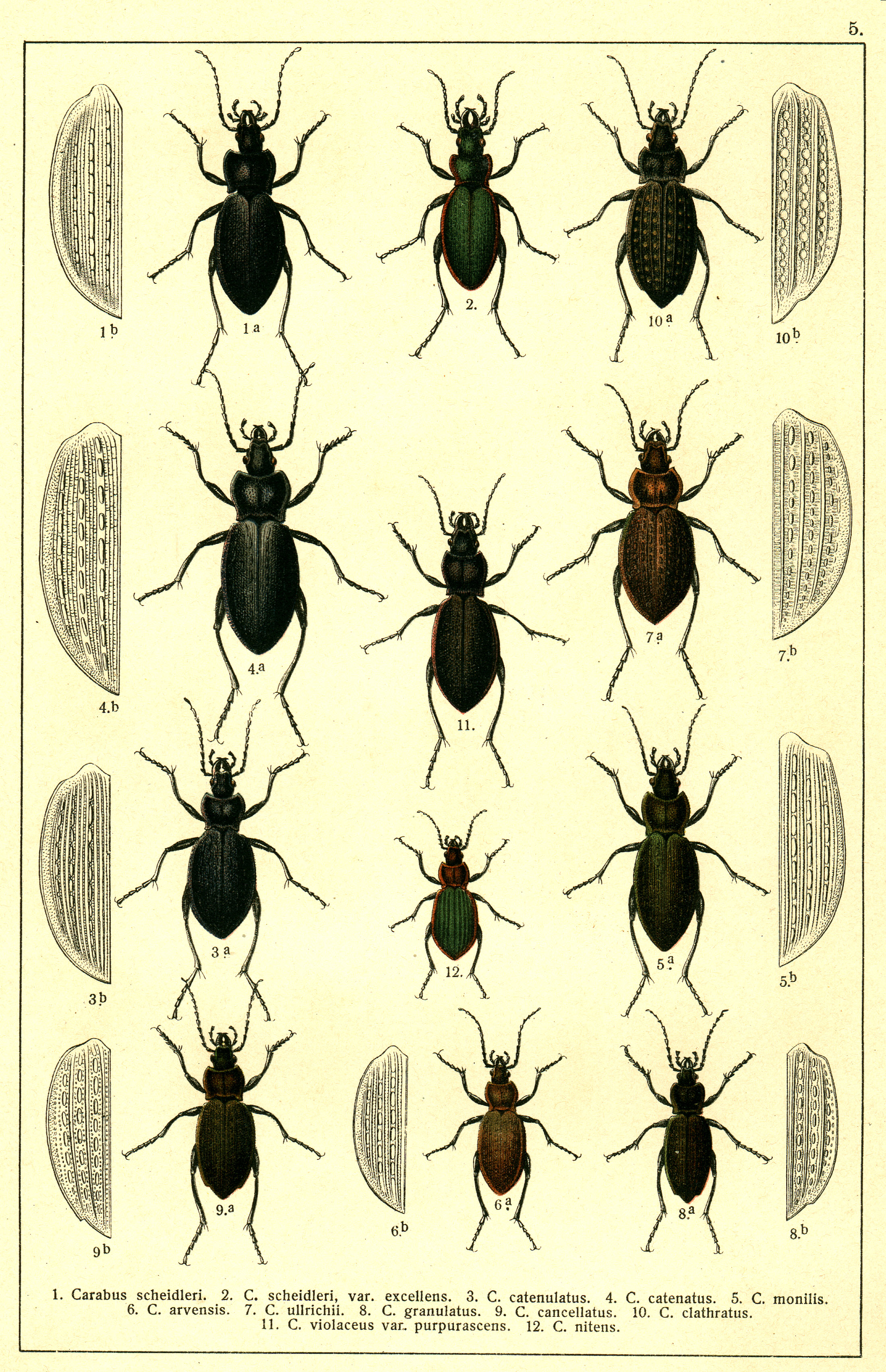
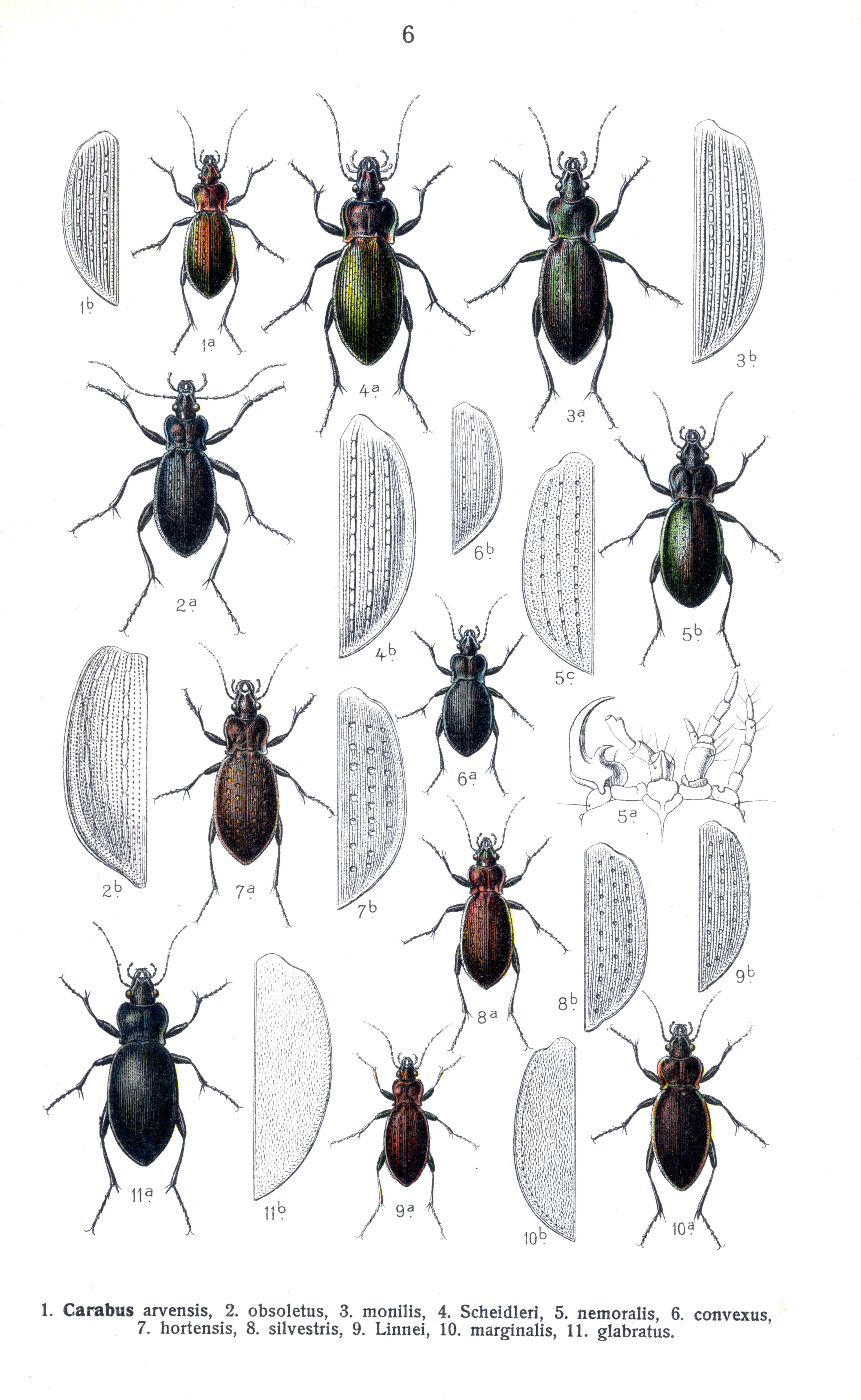
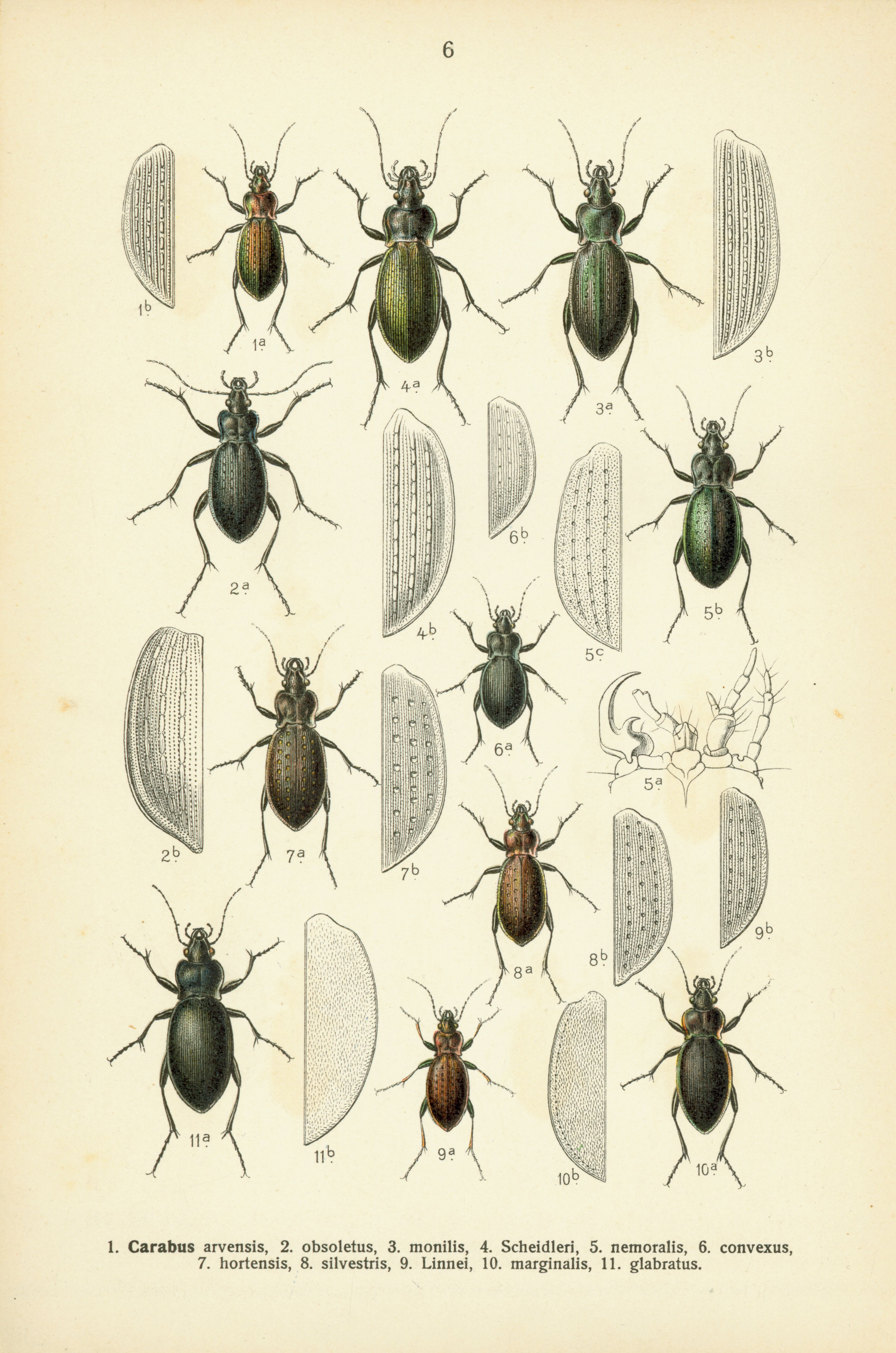